# Ольт (Сомма)
Ольт (фр. Ault) — населенный пункт на севере Франции, регион О-де-Франс, департамент Сомма, округ Абвиль, кантон Фривиль-Эскарботен.
Население (2018) — 1 431 человек.
Посёлок расположен на побережье канала Ла-Манш в 30 км к западу от Абвиля. Его окружают высокие меловые скалы, выходящие на галечный пляж. В окрестностях Ольта находятся приливные болота, осушенные и превращенные в пастбища для скота.

## Достопримечательности
- Церковь Святого Петра XV-XVI веков
- Военный мемориал, построенный по проекту знаменитого скульптора Поля Ландовски
- Часовня Ониваль XIX века

## Экономика
Уровень безработицы (2017) — 20,6 % (Франция в целом — 13,4 %, департамент Сомма — 15,9 %). 

Среднегодовой доход на 1 человека, евро (2018) — 18 170 (Франция в целом — 21 730, департамент Сомма — 20 320).

## Демография
Динамика численности населения, чел.

## Администрация
Пост мэра Ольта с 2008 года занимает Марсель Ле Муань (Marcel Le Moigne). На муниципальных выборах 2020 года возглавяемый им список победил в 1-м туре, получив 71,93 % голосов.
| Период | Период | Фамилия          | Партия                         | Примечания |
| ------ | ------ | ---------------- | ------------------------------ | --- |
| 1977   | 1995   | Мишель Куйе      | Коммунистическая партия        | работник компании SNCF, член Генерального совета департамента, член Регионального совета Пикардии, депутат Национального собрания |
| 1995   | 1996   | Жак Дюма         | Коммунистическая партия        | |
| 1996   | 2001   | Антуан де Вазьер | Союз за французскую демократию | врач, член Генерального совета департамента                                                                                       |
| 2001   | 2008   | Жан-Ив Кошуа     | Коммунистическая партия        | |
| 2008   | 2020   | Марта Сюэ        | Разные правые                  | пенсионерка |
| 2017   |        | Марсель Ле Муань | Разные левые                   | |

## Галерея

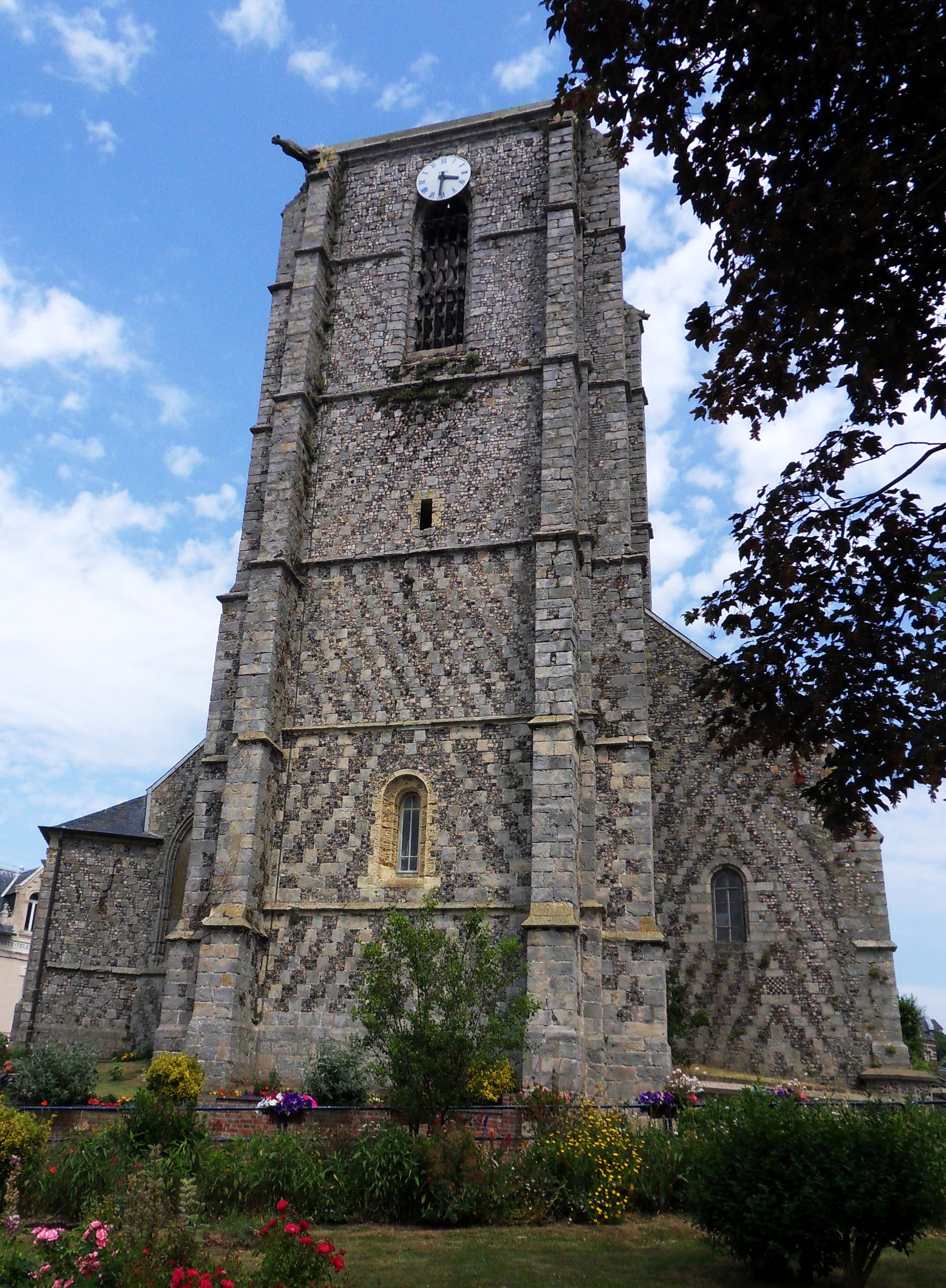
Церковь Святого Петра
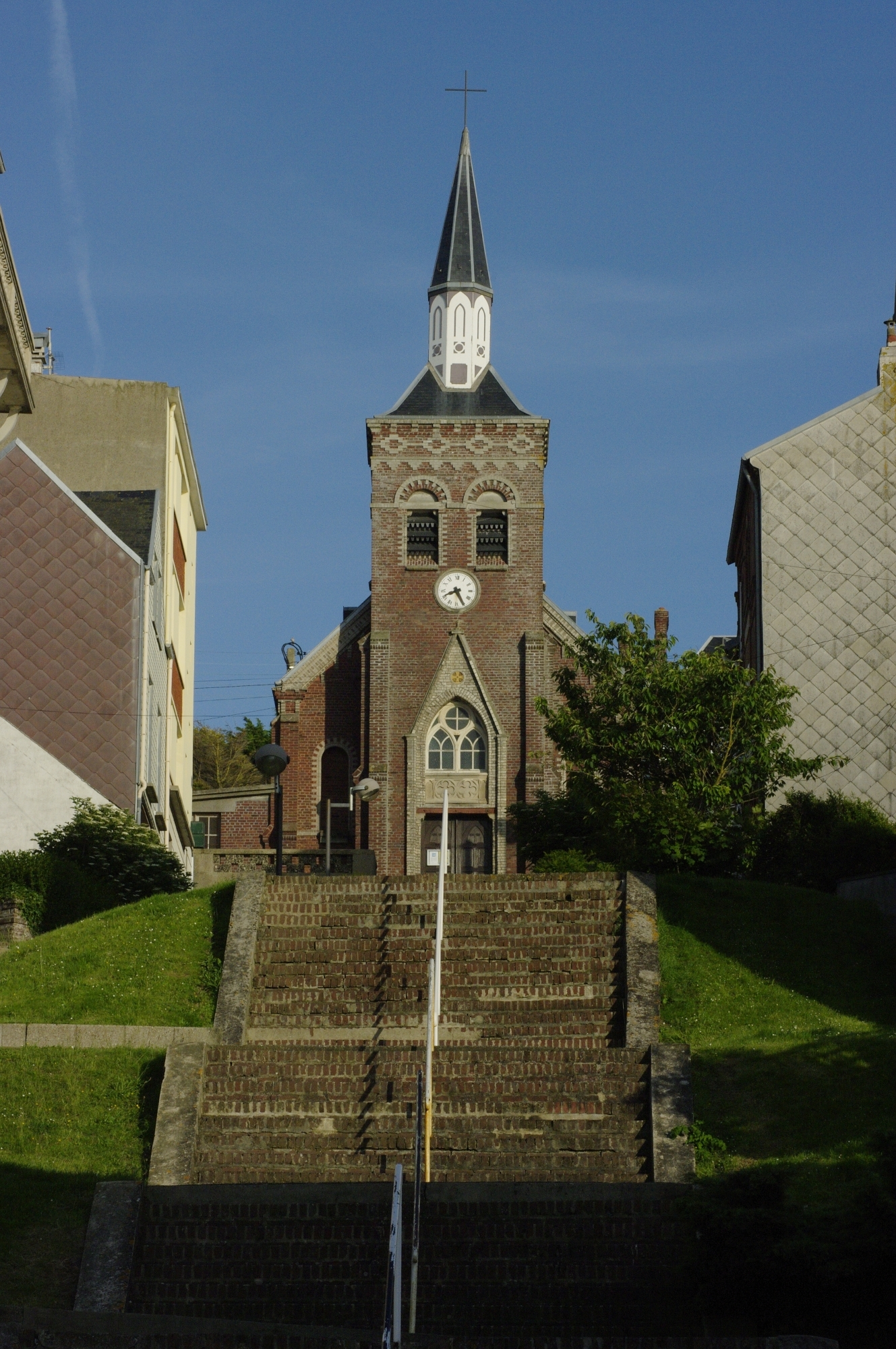
Часовня Ониваль
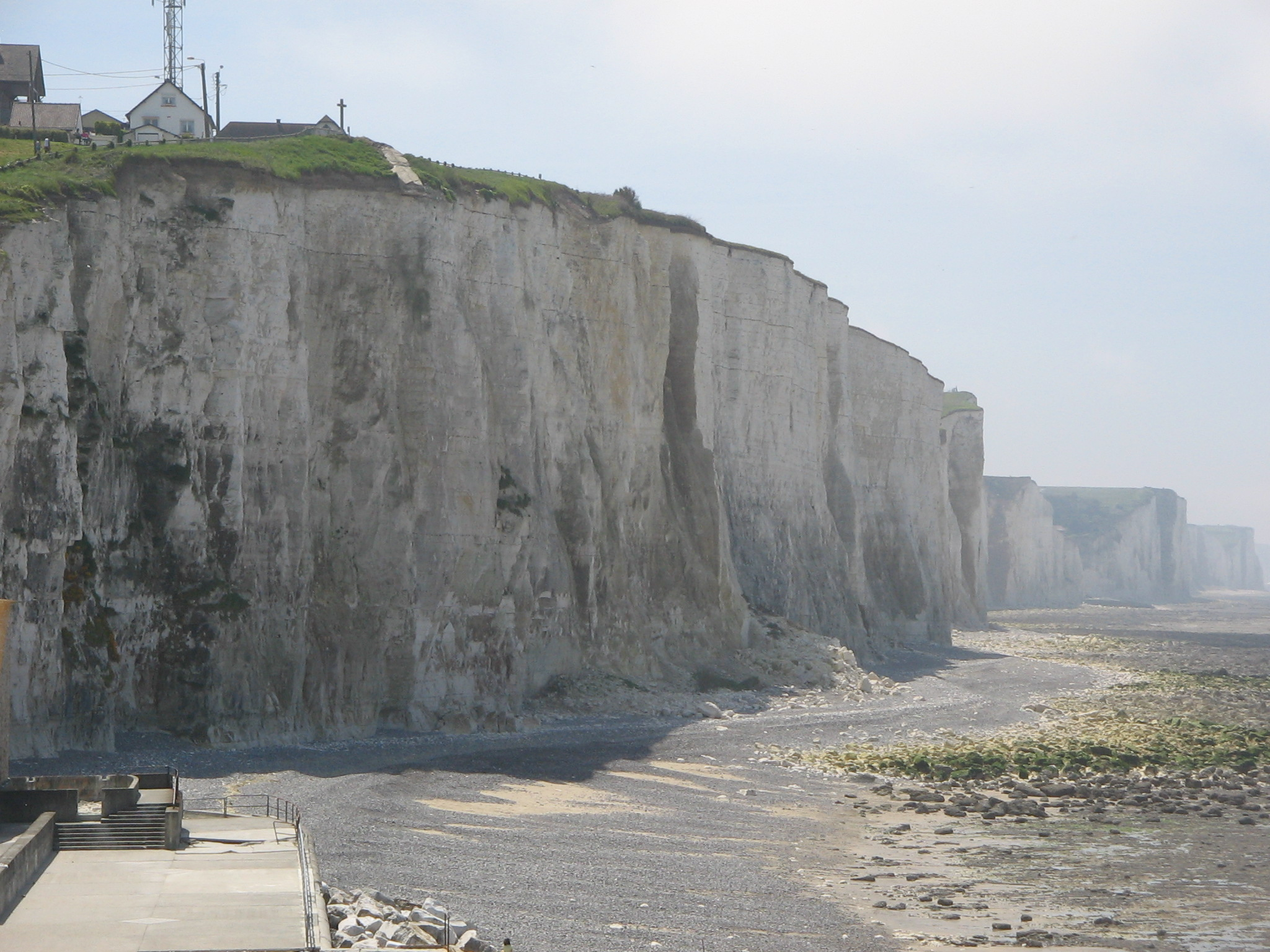
Пляж и прибрежные скалы